# Opowieść o płaczącym wielbłądzie
Opowieść o płaczącym wielbłądzie (niem. Die Geschichte vom weinenden Kamel) – niemiecko-mongolski film dokumentalny z 2003 roku w reżyserii Byambasuren Davaa i Luigiego Falorniego, którzy byli również autorami scenariusza.
Światowa premiera odbyła się 29 czerwca 2003 roku w Monachium. 6 września 2003 film został zaprezentowany na MFF w Toronto, a 8 stycznia 2004 wszedł do dystrybucji kinowej w Niemczech. Zdjęcia do filmu powstały na pustyni Gobi w Mongolii i Chinach.
Film był nominowany do Oscara za najlepszy pełnometrażowy film dokumentalny podczas 77. ceremonii wręczenia Oscarów w 2005 roku. Zdobył także nagrodę Amerykańskiej Gildii Reżyserów Filmowych w kategorii „Najlepsze osiągnięcie reżyserskie w filmie dokumentalnym” oraz Nagrodę Publiczności na MFF w Karlowych Warach.

## Fabuła
Film opowiada o losach mieszkańców mieszkających na Gobi, którzy postanawiają zaopiekować się odrzuconym młodym wielbłądzicy. Młode nie przeżyje bez mleka matki. Wkrótce zostaje sprowadzony muzyk, który ma odprawić ceremonię skłaniającą wielbłądzicę do opieki nad młodym.

## Obsada
- Janchiv Ayurzana jako Janchiv
- Chimed Ohin jako Chimed
- Amgaabazar Gonson jako Amgaa
- Zeveljamz Nyam jako Zevel
- Ikhbayar Amgaabazar jako Ikchee
- Odgerel Ayusch jako Odgoo
- Enkhbulgan Ikhbayar jako Dude
- Uuganbaatar Ikhbayar jako Ugna